# Emilín
Emilio García Martínez, plus connu comme Emilín, né le 12 septembre 1912 à San Román de Candamo (Asturies, Espagne) et mort le 31 mars 1977 à Oviedo, est un footballeur international espagnol qui a joué 15 saisons au Real Oviedo.

## Biographie
Emilín joue avec le Real Oviedo à partir de 1928 alors qu'il est âgé de 17 ans. Il joue quelques matchs en équipe première dès 1930, mais ce n'est que lors de la saison 1933-1934 qu'il devient titulaire alors qu'Oviedo joue en première division pour la première fois.
Lors des premières saisons d'Oviedo en D1, Emilín forme la Segunda Delantera Eléctrica (en français, « Deuxième Attaque Électrique ») avec Casuco, Ricardo Gallart, Isidro Lángara et Herrerita qui réussit à marquer la bagatelle de 174 buts en 62 matchs.
Après la Guerre civile espagnole (1936-1939), le stade d'Oviedo est trop mal en point pour que l'équipe puisse prendre au championnat ce qui fait qu'Emilín et Herrerita sont prêtés au FC Barcelone durant la saison 1939-1940.
Il revient à Oviedo en 1940 où il forme la Tercera Delantera Eléctrica avec Antón, Goyín, Echevarría et Herrerita.
En 1949, il quitte Oviedo et part finir sa carrière de joueur au Sporting de Gijón (1949-1951).
Avec Oviedo, il joue 277 matchs dont 227 en première division. Il marque 64 buts, ce qui fait de lui le sixième meilleur buteur de l'histoire d'Oviedo.

### Équipe nationale
Emilín joue deux fois avec l'équipe d'Espagne.

### Style de jeu
Emilín est doté d'une technique enviable et d'un bon toucher de ballon. Ses corners sont fameux car il parvenait à imprimer à la balle une trajectoire en banane qui plus d'une fois termine directement au fond du but.